# Terry Norris (attore)
Terry Norris (Richmond, 9 giugno 1930 – 20 marzo 2023) è stato un attore e politico australiano.
Ha iniziato la sua carriera di attore in teatro prima di dedicarsi al cinema e alla televisione.
Oltre alla recitazione, è stato attivo anche in politica. Infatti è stato membro dell'Assemblea legislativa del Victoria dal 1982 al 1985 presso il Noble Park e dal 1985 al 1992 presso la Città di Greater Dandenong.
Nel 1962 ha sposato l'attrice Julia Blake con cui è rimasto fino alla morte. Hanno avuto due figlie: Jane e Sarah.
È morto nel 2023 a 92 anni.

## Filmografia parziale
- Le verità negate (2006)
- Le cronache di Narnia - Il viaggio del veliero (2010)